# 平野昭
平野 昭（ひらの あきら、1949年9月21日 - ）は、日本の音楽学者、静岡文化芸術大学名誉教授。
神奈川県横浜市生まれ。1979年武蔵野音楽大学大学院音楽学専攻修了。東京工学院芸術専門学校講師、尚美学園短期大学助教授、1996年沖縄県立芸術大学助教授、教授、2000年静岡文化芸術大学教授、同名誉教授、慶應義塾大学文学部教授。2015年退任。
研究領域は西洋音楽史と音楽美学。古典派とロマン派音楽の様式研究を中心とし、特にベートーヴェン研究をライフワークとしている。

## 著書
- 『ベートーヴェン』カラー版作曲家の生涯 新潮文庫 1985年
- 『ベートーヴェン』音楽之友社 作曲家・人と作品 2012年
- 『ベートーヴェン 革新の舞台裏: 創作現場へのタイムトラベル』音楽之友社 2020年

### 共著
- ベートーヴェンとピアノ「傑作の森」への道のり 小山実稚恵共著 音楽之友社 2019年
- ベートーヴェンとピアノ 限りなき創造の高みへ 小山実稚恵共著 音楽之友社 2020年

### 共編著
- 『音楽キーワード事典』東川清一共編著 春秋社 1988年
- 『ベートーヴェン事典』土田英三郎、西原稔共編著 東京書籍 全作品解説事典 1999年

### 翻訳
- 『ベートーヴェン大事典』バリー・クーパー原著監修 西原稔、横原千史共訳 平凡社 1997年